# イェリサヴェータ・カラジョルジェヴィチ
イェリサヴェータ・カラジョルジェヴィチ（セルビア語:Јелисавета Карађорђевић, 1936年4月7日 - ）は、旧ユーゴスラビア王国の王族。同国最後の王ペータル2世の又従妹でユーゴスラビア王女の称号を有した。2004年のセルビア大統領選挙に出馬した。

## 経歴

イェリサヴェータ王女のロイヤル・モノグラム

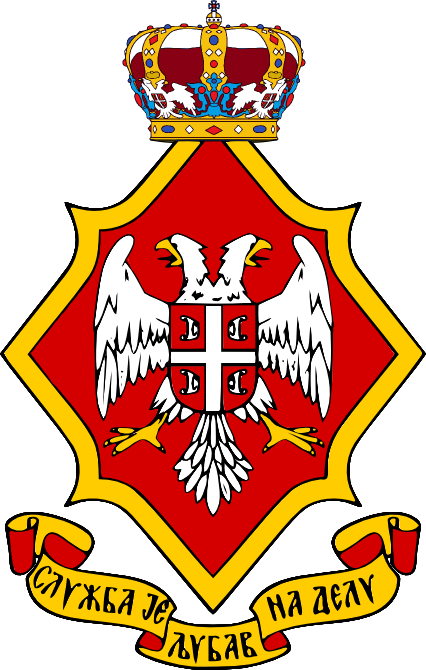
イェリサヴェータ王女の紋章

イェリサヴェータはユーゴスラビア王国摂政宮であったパヴレ王子とその妻のギリシャ王女オルガとの間の第3子、長女として生まれた。兄にアレクサンダル・パヴロヴ王子がいる。父が1941年に国王ペータル2世によって摂政の地位を追われたため、イェリサヴェータとその家族は第2次世界大戦中、イギリス領ケニアに幽閉された。イェリサヴェータは母親を通じてイギリス王室との親戚関係が深く、ケント公エドワードおよびその弟妹と従兄妹同士であるほか、チャールズ3世およびその弟妹とも又従姉弟同士である。
イェリサヴェータは1961年にアメリカ合衆国の服飾業の経営者ハワード・オクセンバーグと結婚し、二人の娘をもうけた。長女のキャサリン・オクセンバーグは女優であり、俳優のキャスパー・ヴァン・ディーンと結婚している。イェリサヴェータは1966年に最初の夫オクセンバーグと離婚し、1969年にイギリスの銀行家ニール・バルフォアと再婚して息子を一人もうけたが、1978年にはバルフォアとも離婚した。その後、一時は俳優リチャード・バートンと結婚するという報道もあった。そして1987年、ペルーの元首相マヌエル・ウロアと三度目の結婚をしたが、ウロアとも1992年に離婚した。
2004年、イェリサヴェータは元王家の者が国政に関わるべきでないという家長のアレクサンダル元皇太子の反対を押し切り、セルビア大統領選挙に立候補した。選挙の結果、イェリサヴェータの得票数は6万票余りで得票率は2.1%であり、第6位に終わった。この時の選挙で大統領に選ばれたのはセルビア民主党党首のボリス・タディッチであった。
イェリサヴェータは現在、元王族の帰国を許可したセルビアに帰り、王家の他の人々と同様にベオグラードに住んでいる。彼女はセルビア語のほか、英語、フランス語、スペイン語、イタリア語の5カ国語を話し、イギリス、アメリカ合衆国、セルビアの市民権を有している。